# 比妮·费尔德斯坦
伊丽莎白·格里尔·“比妮”·费尔德斯坦（英語：Elizabeth Greer "Beanie" Feldstein，1993年6月24日—）是一名美国女演员。 她曾在喜剧电影《惡鄰纏身2》（2016年）和喜剧电影《淑女鳥》（2017年）中扮演配角。因其在喜剧《高材生》（2019年）主演的高中生角色，她获得了金球奖最佳音乐及喜剧类电影女主角的提名。

## 早年生活和教育
费尔德斯坦出生于洛杉矶，母亲莎朗·林，是一名劇裝设计师和时装设计师，父親理查德·费尔德斯坦，是負責乐队槍與玫瑰巡迴演唱會的會計師。她于2015年从維思大學毕业。费尔德斯坦有两个哥哥，分别是音乐经理乔丹·费尔德斯坦（1977-2017）和演员喬納·希爾。她和百老汇的同事以及电影演员本·普拉特从高中开始就是最好的朋友。费尔德斯坦是犹太人。

## 事业
2002年，费尔德斯坦在ABC喜剧系列《我的老婆和孩子》中首次亮相。2012年，她在音乐电视《麦迪逊高中》的试播集中饰演梅根。
2015年，费尔德斯坦出现在Netflix喜剧系列《勁爆女子監獄》的第三季中。她还在电影《脑残粉丝》中扮演安娜。
费尔德斯坦在喜剧片《惡鄰纏身2》扮演重要角色，一起出演的还有塞斯·羅根和柴克·艾弗隆。该片于2016年5月20日由环球影业发行。费尔德斯坦还在HBO的时代戏剧《你知道的恶魔》试播集中扮演莉迪亚·哈里斯。
2017年，费尔德斯坦加入了百老汇音乐剧《你好，多莉！》的表演阵容，一起参演的还有贝蒂·米勒。她还出演了葛莉塔·葛薇的导演处女作《淑女鳥》，该片于2017年上映，收获影评家广泛的赞誉。
2019年，她主演了奧利維亞·魏爾德的导演处女作，高中喜剧《高材生》。她还将出演改编自凯特琳·莫兰畅销自传的电影《如何培养一个女孩》，扮演约翰娜·摩根。
她在2019年的电视剧《吸血鬼生活》中扮演珍娜。她将在《美國犯罪故事》第三季中扮演莫妮卡·莱温斯基。2019年，费尔德斯坦还主演了理查德·林克莱特的电影改编剧《欢乐岁月》，这部电影将在20年的时间里拍摄。该片第一部的主要摄影部分已经完成。一起出演的还有本·普拉特和布莱克·詹纳。

## 个人生活
费尔德斯坦是一名公开的同性恋，目前正在与邦妮·钱斯·罗伯茨交往。

## 影视作品

### 电影
| 年份 | 标题                          | 角色          | 备注           |
| ---- | ----------------------------- | ------------- | -------------- |
| 2016 | 《惡鄰纏身2》                 | 诺拉          |                |
| 2017 | 《女性思维》                  | 艾比          |                |
| 2017 | 《淑女鳥》                    | 朱莉·斯蒂芬斯 |                |
| 2019 | 《高材生》                    | 莫莉·戴维森   |                |
| 2019 | 《如何培养一个女孩》          | 约翰娜·莫里根 |                |
| 2020 | 《本·普拉特：无线电城现场秀》 | 她自己        | 客串           |
| TBA  | 《欢乐岁月》                  | 玛丽·弗林     | 将拍摄超过20年 |

### 电视
| 年份 | 标题               | 角色               | 备注                           |
| ---- | ------------------ | ------------------ | ------------------------------ |
| 2002 | 《我的老婆和孩子》 | 比妮               | 情节：“蹲伏的母亲，隐藏的父亲” |
| 2012 | 《麦迪逊高中》     | 马蒂               | 未售出的电视试播集             |
| 2015 | 《勁爆女子監獄》   | 2004派对女郎       | 情节：“我的光明节陀螺在哪？”   |
| 2015 | 《脑残粉丝》       | 安娜               | 电视电影                       |
| 2015 | 《你知道的恶魔》   | 莉迪亚·哈里斯      | 试播集                         |
| 2017 | 《威尔与格蕾丝》   | 斯特拉             | 情节：“谁是你的爸爸”，未经认证 |
| 2019 | 《吸血鬼生活》     | 珍娜               | 常设角色；4集                  |
| 2020 | 《辛普森一家》     | 名人执行助理治疗师 | 情节：“Frinkcoin”，配音        |
| 2020 | 《實習醫生》       | 泰斯·安德森        | 情节：“Snowblind”              |
| 2021 | 《美國犯罪故事》   | 莫妮卡·莱温斯基    | 主要角色                       |

### 音乐视频
| 年份 | 标题               | 艺术家                    | 参考          |
| ---- | ------------------ | ------------------------- | ------------- |
| 2018 | 《Girls Like You》 | Maroon 5主唱，Cardi B伴唱 | [ 16 ] [ 17 ] |

## 舞台剧
| 年份 | 标题             | 角色    | 地点       | 备注                                 |
| ---- | ---------------- | ------- | ---------- | ------------------------------------ |
| 2017 | 《你好，多莉！》 | 米妮·费 | 舒伯特剧院 | 百老汇 2017年4月20日 - 2018年1月14日 |

## 奖项和提名
| 年份 | 奖项           | 类别                        | 提名作品   | 结果 |
| ---- | -------------- | --------------------------- | ---------- | ---- |
| 2018 | 美国演员工会奖 | 最佳电影卡司                | 《淑女鳥》 | 提名 |
| 2020 | 金球獎         | 电影类音乐/喜剧片最佳女主角 | 《高材生》 | 提名 |